# 下田昭文
下田 昭文（しもだ あきふみ、1984年9月11日 - ）は、日本の元プロボクサー。広島県呉市出身。両親の転勤で、北海道を経て東京に移る。第32代日本スーパーバンタム級王者。第37代OPBF東洋太平洋スーパーバンタム級王者。元WBA世界スーパーバンタム級王者。帝拳ボクシングジム所属。保善高等学校中退。

## 人物
2002年に帝拳ボクシングジムに入門し、葛西裕一トレーナーの勧めでプロに転向。かつては基礎練習が嫌いで、8回戦時代まではろくにロードワークもしなかったほどであった。しかし西岡利晃の後継者に指名され、2006年に初の敗北を喫したあたりから徐々に考えを改めるようになり、以後はジムの誰よりも練習熱心になったという。本人は後に「自分がいやだと思うことを逃げずにやっていけばいいんだと気付いた」と語っている。
800メートル走はジムでトップというフィジカルの強さが武器。WBA世界スーパーバンタム級王者を獲得した2011年1月の李冽理戦では、勝負がほぼ決していた最終12回も攻め続けた。「アウトボクシングは格好悪い。自分の感性でいった」と試合を総括し、今後の目標については「男らしく強く。背中を見せられるようになりたい」と述べた。
性格は「天然」で、グアムキャンプで初めての海外渡航の際も、紙袋１つで成田空港に現れた。日焼けサロンを好み、本田明彦帝拳ボクシングジム会長が夏にゴルフで真っ黒になると「会長も日サロに行ったんですか？」と真顔で尋ねたという。

## 来歴
ボクシングを始めたのは中学3年生の時。中学時代は「ちょくちょく停学になった」という問題児で、その影響もあってか5つの高校で不合格となり「ストレス発散のため」に帝拳ジムを訪れたという。しかし入門後は早速才能を発揮し、入門からわずか2日後にはスパーリングを許される。高校は入学後2ヶ月で中退したものの、2002年にはまだプロデビュー前にもかかわらず、同年にセレス小林とのWBA世界スーパーフライ級タイトルマッチのために来日したアレクサンデル・ムニョスのスパーリングパートナーを務めた。
2003年1月18日 プロデビュー戦を1RTKO勝利で収めた。
2003年11月2日、東日本バンタム級新人王トーナメント決勝戦で高山和徳を6R判定で下し、東日本バンタム級新人王となった。
2006年2月4日 瀬藤幹人に10R判定で敗れ、13戦目で初黒星となった。
2006年11月13日、日本武道館で行われたダブル世界戦のアンダーカードでWBC世界スーパーバンタム級9位・WBA世界同級13位としてソニー・ゴンサレスとの123ポンド契約6回戦に3-0の判定勝利を収めた。
2007年4月9日、日本スーパーバンタム級王者山中大輔に挑戦し、10R判定勝利で念願のタイトルを奪取した。
2007年8月4日 塩谷悠に3-0の判定勝ち。
2007年12月1日には小林秀徳に3-0の判定勝ちで2度の防衛に成功した。2007年度プロ・アマチュア年間表彰選手選考会で新鋭賞に選出された。
2008年4月5日、JCBホールで前王者・山中との再戦に3-0の判定勝利を収め、3度目の防衛戦に成功した。
2008年10月4日、4度目の防衛戦で三浦数馬と対戦。三浦が偶然のバッティングにより6Rに眉間、8Rに左目上をカットし、8R負傷判定となって1-2で負け、王座を失った。
2009年2月21日、ホセ・アルボレタと再起戦を行うも3R負傷引分となった。アルボレタは下田戦を最後に交通事故に巻き込まれ死去した。この後ロサンゼルスのメイウッド・ジムを経てラスベガスへ移り、2009年は通算約4か月半、米国で修業をした。
2009年6月27日、メキシコ・ヌエボ・ラレードのラウロ・ルイス・ロンゴリア闘牛場でマウリシオ・ベセリルとフェザー級契約で対戦し、初回KO勝利を収めた。
2009年10月10日、国立代々木競技場第二体育館で行われたダブル世界戦のアンダーでWBC7位・WBA11位として124ポンド契約8回戦を行い、6RTKO勝利を収めた。
2010年3月28日、名古屋国際会議場でWBC世界スーパーバンタム級7位・WBA世界スーパーバンタム級13位として、WBC世界スーパーバンタム級13位でOPBF東洋太平洋スーパーバンタム級王者大橋弘政と対戦し、3-0（2者が116-113、116-112）の判定勝利で王座を獲得した。
2010年8月7日、OPBF東洋太平洋スーパーバンタム級1位で韓国スーパーバンタム級王者の孫昌鉉と対戦。4Rに偶然のバッティングで互いに負傷OPBF東洋太平洋スーパーバンタム級し、5Rに自身の左側頭部からの出血により試合が止められ、3-0の負傷判定勝利で初防衛に成功した。
2011年1月31日 26戦目で世界初挑戦。東京・有明コロシアムでWBA世界スーパーバンタム級王者李冽理に挑戦。激しい打ち合いに終始し、王者から1度のダウンを奪われたものの、3度のダウンを奪い、3-0の判定勝ちで王座を獲得した
。
2011年7月9日 世界王座初防衛戦。アメリカ合衆国ニュージャージー州アトランティックシティのボードウォーク・ホールで、WBA世界スーパーバンタム級1位のリコ・ラモス（アメリカ）との指名試合に臨んだ。日本人世界王者が米国本土で防衛戦を行ったのは初めてのことであり、試合はHBOの『ボクシング・アフターダーク』でダブルメインイベントのメインカードのひとつとして生中継された。試合を優位に進め、半分の6回を終えた時点でポイントを大きくリード。しかし、7回に入ると下田の動きは急に悪くなり、残り30秒を切ったところで挑戦者の左フックをアゴに浴び、たまらずダウン。立ち上がろうとしたものの足がふらつき、そのまま10カウント。2分46秒KO負けを喫し、5か月余りで世界王座を手放した。CompuBox社のシステムを用いたパンチのコンピュータ集計によれば、全体の手数ではラモスを上回っていたものの、積極的に出したジャブが正確性を欠いていた。
2011年12月3日 後楽園ホールでジョネル・アビリオとノンタイトル10回戦を行い、3-0（2者が99-91、99-93）の判定勝ちを収め再起に成功した。
2012年4月16日、「ダイナミックグローブ」500回記念興行でホセ・アルベルト・ゴンサレスとノンタイトル10回戦を行い、10回1分0秒TKO勝ちを収めた。
2011年8月4日、後楽園ホールでリチャード・ベトスと56.2kg契約10回戦を行い、3-0（2者が100-87、100-88）の判定勝ちを収めた。
2012年11月14日、後楽園ホールでウーゴ・パルティダと124ポンド契約10回戦を行い、9回1分18秒TKO勝ちを収めた。
2013年4月6日、後楽園ホールでロリ・ガスカと対戦し、1-0（97-94、96-96、95-95）の判定で引き分けた。
2013年9月7日、後楽園ホールでアレハンドロ・エルナンデスと125ポンド契約10回戦を行い、3-0（99-91、98-93、97-94）の判定勝ちを収めた。 
2014年2月22日、マカオにあるザ・ベネチアン・マカオ内コタイ・アリーナにて、WBA世界フェザー級スーパー王者でIBO世界フェザー級王者のシンピウィ・ベトイェカと対戦する予定だったが、WBAがWBA世界フェザー級スーパー王者のベトイェカに対し、WBA世界フェザー級正規王者のニコラス・ウォータースとのWBA世界フェザー級王座統一戦を優先するよう指令を出した為、シンピウィ・ベトイェカ戦は中止となったが、同日コタイ・アリーナで鄒市明vsヨクトーン・ゴーキャットジムの前座で元WBO世界スーパーフライ級王者マービン・ソンソナとWBOインターナショナルフェザー級王座決定戦を行い王座獲得を目指したが、3回1分17秒KO負けで王座獲得に失敗した。
2015年12月29日、有明コロシアムで日本フェザー級王者細野悟と対戦するが、1-2（92-97、93-96、96-95）の判定で敗れ日本2階級制覇に失敗した。
2016年10月1日、後楽園ホールで行われた「第554回ダイナミックグローブ」でガドウィン・トゥビゴンとフェザー級契約8回戦を行い、2回1分58秒KO勝ちを収めた。
2016年12月31日、岐阜メモリアルセンターで愛ドームで日本フェザー級王者の林翔太と対戦し、10回0-3（94-95×2、94-97）の判定負けを喫し日本2階級制覇に失敗した。
2017年2月21日、自身のブログに於いて現役引退を表明した。
2019年11月、埼玉県さいたま市浦和区にフィットネスボクシングジム「シュガーフィット・ボクシングジム」を開設した。

## 戦績
- アマチュアボクシング：2戦2勝 (2KO・RSC) 無敗
- プロボクシング：39戦31勝 (14KO) 6敗2分

| 戦           | 日付           | 勝敗 | 時間     | 内容        | 対戦相手                     | 国籍                        | 備考                                           |
| ------------ | -------------- | ---- | -------- | ----------- | ---------------------------- | --------------------------- | ---------------------------------------------- |
| 1            | 2003年1月18日  | ☆    | 1R 2:08  | KO          | 渡辺一正                     | 日本 （TI山形）             | プロデビュー戦                                 |
| 2            | 2003年4月17日  | ☆    | 4R       | 判定3-0     | 木下健志                     | 日本 （横浜さくら）         |                                                |
| 3            | 2003年6月13日  | ☆    | 1R 0:50  | KO          | 川島弘也                     | 日本 （シャイアン長谷川）   |                                                |
| 4            | 2003年7月29日  | ☆    | 2R 1:38  | KO          | 宮原弘成                     | 日本 （東拳）               |                                                |
| 5            | 2003年9月26日  | ☆    | 3R 2:10  | KO          | 刈込文宏                     | 日本 （館山牛若丸原田）     |                                                |
| 6            | 2003年11月2日  | ☆    | 4R       | 判定3-0     | 高山和徳                     | 日本 （船橋ドラゴン）       | 東日本バンタム級新人王トーナメント 決勝戦      |
| 7            | 2004年7月3日   | ☆    | 4R 1:41  | TKO         | 佐々木裕                     | 日本 （ナカハマ）           |                                                |
| 8            | 2004年10月2日  | ☆    | 6R       | 判定3-0     | 竹下隆之                     | 日本 （角海老宝石）         |                                                |
| 9            | 2005年2月5日   | ☆    | 8R 0:42  | TKO         | 白石拓磨                     | 日本 （ファイティング原田） |                                                |
| 10           | 2005年7月2日   | ☆    | 4R終了   | TKO         | 井野秀作                     | 日本 （正拳）               |                                                |
| 11           | 2005年9月3日   | ☆    | 8R       | 判定3-0     | デッサイヤーム・シッポーダム | タイ                        |                                                |
| 12           | 2005年11月5日  | ☆    | 10R      | 判定3-0     | 小田島務                     | 日本 （新日本仙台）         |                                                |
| 13           | 2006年2月4日   | ★    | 10R      | 判定0-2     | 瀬藤幹人                     | 日本 （協栄）               |                                                |
| 14           | 2006年6月3日   | ☆    | 7R 2:10  | TKO         | ヘラルド・マルチネス         | メキシコ                    |                                                |
| 15           | 2006年11月13日 | ☆    | 6R       | 判定3-0     | ソニー・ゴンザレス           | フィリピン                  |                                                |
| 16           | 2007年4月9日   | ☆    | 10R      | 判定3-0     | 山中大輔                     | 日本 （白井具志堅）         | 日本スーパーバンタム級タイトルマッチ           |
| 17           | 2007年8月4日   | ☆    | 10R      | 判定3-0     | 塩谷悠                       | 日本 （川島）               | 日本王座防衛1                                  |
| 18           | 2007年12月1日  | ☆    | 10R      | 判定3-0     | 小林秀徳                     | 日本 （角海老宝石）         | 日本王座防衛2                                  |
| 19           | 2008年4月5日   | ☆    | 10R      | 判定3-0     | 山中大輔                     | 日本 （白井具志堅）         | 日本王座防衛3                                  |
| 20           | 2008年10月4日  | ★    | 8R 0:38  | 負傷判定1-2 | 三浦数馬                     | 日本 （ドリーム）           | 日本王座陥落                                   |
| 21           | 2009年2月21日  | △    | 3R 1:08  | 負傷        | ホセ・アルボレダ             | パナマ                      |                                                |
| 22           | 2009年6月27日  | ☆    | 1R 2:15  | KO          | マウリシオ・ベセリル         | メキシコ                    |                                                |
| 23           | 2009年10月10日 | ☆    | 6R 2:23  | TKO         | セーンヒラン・ルークバンヤイ | タイ                        |                                                |
| 24           | 2010年3月28日  | ☆    | 12R      | 判定3-0     | 大橋弘政                     | 日本 （HEIWA）              | OPBF東洋太平洋スーパーバンタム級タイトルマッチ |
| 25           | 2010年8月7日   | ☆    | 5R 0:34  | 負傷判定3-0 | 孫昌鉉                       | 韓国                        | OPBF防衛1→返上                                 |
| 26           | 2011年1月31日  | ☆    | 12R      | 判定3-0     | 李冽理                       | 韓国 （横浜光）             | WBA世界スーパーバンタム級タイトルマッチ        |
| 27           | 2011年7月9日   | ★    | 7R 2:46  | KO          | リコ・ラモス                 | アメリカ合衆国              | WBA陥落                                        |
| 28           | 2011年12月3日  | ☆    | 10R      | 判定3-0     | ジョネル・アリビオ           | フィリピン                  |                                                |
| 29           | 2012年4月16日  | ☆    | 10R 1:00 | TKO         | ホセ・アルベルト・ゴンサレス | メキシコ                    |                                                |
| 30           | 2012年8月4日   | ☆    | 10R      | 判定3-0     | リチャード・ベトス           | フィリピン                  |                                                |
| 31           | 2012年11月14日 | ☆    | 9R 1:18  | TKO         | ウーゴ・パルティダ           | メキシコ                    |                                                |
| 32           | 2013年4月6日   | △    | 10R      | 判定1-0     | ロリ・ガスカ                 | フィリピン                  |                                                |
| 33           | 2013年9月7日   | ☆    | 10R      | 判定3-0     | アレハンドロ・エルナンデス   | メキシコ                    |                                                |
| 34           | 2014年2月22日  | ★    | 3R 1:17  | KO          | マービン・ソンソナ           | フィリピン                  | WBOインターナショナルフェザー級王座決定戦      |
| 35           | 2015年6月6日   | ☆    | 8R       | 判定3-0     | 関豪介                       | 日本 （角海老宝石）         |                                                |
| 36           | 2015年10月3日  | ☆    | 5R 2:55  | TKO         | ジェリー・ナード             | フィリピン                  |                                                |
| 37           | 2015年12月29日 | ★    | 10R      | 判定1-2     | 細野悟                       | 日本 （大橋）               | 日本フェザー級タイトルマッチ                   |
| 38           | 2016年10月1日  | ☆    | 2R 1:58  | KO          | ガドウィン・トゥビゴン       | フィリピン                  |                                                |
| 39           | 2016年12月31日 | ★    | 10R      | 判定0-3     | 林翔太                       | 日本 （畑中）               | 日本フェザー級タイトルマッチ                   |
| テンプレート |                |      |          |             |                              |                             |                                                |

## 獲得タイトル
- 第60回東日本バンタム級新人王
- 第32代日本スーパーバンタム級王座（防衛3）
- 第37代OPBF東洋太平洋スーパーバンタム級王座（防衛1=返上）
- WBA世界スーパーバンタム級王座（防衛0）

## 受賞歴
- プロ・アマチュア年間表彰
  - 2007年度プロ部門 新鋭賞